# Phialophora cyanescens
Phialophora cyanescens är en svampart som beskrevs av G.A. de Vries, de Hoog & Bruyn 1984. Phialophora cyanescens ingår i släktet Phialophora och familjen Herpotrichiellaceae.   Inga underarter finns listade i Catalogue of Life.